# Anthology (álbum de Bryan Adams)
Anthology es un álbum recopilatorio del cantautor canadiense Bryan Adams, que contiene canciones grabadas desde 1987 a 2005. El set de dos discos incluye canciones de 1980 (año de la publicación de su primer disco) hasta el 2005. También incluyó un tercer disco que fue un DVD de un concierto grabado a mediados de 2005 llamado "Live In Lisbon", el cual fue incluido en Estados Unidos por tiempo limitado. Todas las canciones están ordenadas cronológicamente de acuerdo a la fecha de su lanzamiento, exceptuando la última del primer disco de la versión norteamericana, que fue lanzada en 1999. Junto al disco, viene un folleto adjunto que contiene notas sobre el proceso de las grabaciones y los créditos de cada canción.

## Publicación y recepción
Anthology coproducido por Adams, Robert Lange y Bob Clearmountain, alcanzó la posición 65 en el Billboard 200. El álbum fue lanzado el 18 de octubre de 2005 y cuenta con canciones como "Heat Of The Night", y "Summer of '69". Anthology alcanzó el puesto 4 en la lista canadiense de álbumes y el número 29 en la de Reino Unido y fue certificado con el Disco de Platino en Canadá y con el Disco de Oro en el Reino Unido.

## Diferencias entre versiones
En el Disco 1, la edición de América del Norte tiene "The Best Of Me" como el último tema, mientras que en la edición internacional se trasladó a la canción en el Disco 2, y colocaron "All I Want Is You" en su lugar.
En el Disco 2, la edición de América del Norte tiene dos canciones de su álbumRoom Servicey una nueva versión grabada de "When You're Gone" con Pamela Anderson, mientras que en la edición internacional de la canción de Chicane " Don't Give Up" en lugar del remix de Chicane de Cloud Number Nine , y una nueva canción "I'm Not The Man You Think I Am "(de la película Colour Me Kubrick ), y la versión original de "When You're Gone" con  Mel C. en lugar .

## Lista de canciones

### Versión de Norteamérica

#### Disco 1
| N.º | Título                                | Escritor(es)           | Duración |  |
| 1.  | «Remember»                            | Adams, Vallance        | 3:41     |  |
| 2.  | «Lonely Nights»                       | Adams, Vallance        | 4:46     |  |
| 3.  | «Straight From The Heart»             | Adams, Kagna           | 3:30     |  |
| 4.  | «Cuts Like a Knife»                   | Adams, Vallance        | 5:16     |  |
| 5.  | «This Time»                           | Adams, Vallance        | 3:18     |  |
| 6.  | «Run to You»                          | Adams, Vallance        | 3:54     |  |
| 7.  | «Somebody»                            | Adams, Vallance        | 4:44     |  |
| 8.  | «Heaven»                              | Adams, Vallance        | 4:03     |  |
| 9.  | «Summer of '69»                       | Adams, Vallance        | 3:35     |  |
| 10. | «One Night Love Affair»               | Adams, Vallance        | 4:42     |  |
| 11. | «It's Only Love con [Tina Turner]»    | Adams, Vallance        | 3:15     |  |
| 12. | «Heat Of The Night»                   | Adams, Vallance        | 5:07     |  |
| 13. | «Hearts On Fire»                      | Adams, Vallance        | 3:30     |  |
| 14. | «(Everything I Do) I Do It for You»   | Adams, Lange, Vallance | 6:34     |  |
| 15. | «Can't Stop This Thing We Started»    | Adams                  | 4:29     |  |
| 16. | «There Will Never Be Another Tonight» | Adams, Lange, Vallance | 4:40     |  |
| 17. | «Thought I'd Died and Gone to Heaven» | Adams, Vallance        | 5:58     |  |
| 18. | «The Best Of Me»                      | Adams, Vallance        | 3:33     |  |

#### Disco 2
| N.º | Título                                        | Escritor(es)          | Duración |  |
| 1.  | «Please Forgive Me»                           | Adams, Lange          | 5:03     |  |
| 2.  | «All for Love [con Rod Stewart y Sting]»      | Adams, Lange, Kamen   | 4:46     |  |
| 3.  | «Have You Ever Really Loved a Woman»          | Adams, Kamen, Lange   | 4:06     |  |
| 4.  | «Rock Steady (en directo con Bonnie Raitt)»   | Adams, Peters         | 4:05     |  |
| 5.  | «The Only Thing That Looks Good on Me Is You» | Adams, Lange          | 3:37     |  |
| 6.  | «Let's Make A Night to Remember»              | Adams, Lange          | 6:19     |  |
| 7.  | «Star»                                        | Adams, Lange          | 3:42     |  |
| 8.  | «Back To You (En Vivo)»                       | Adams, Lange          | 3:35     |  |
| 9.  | «I'm Ready (En Vivo)»                         | Adams, Vallance       | 4:42     |  |
| 10. | «On A Day Like Today»                         | Adams, Lange          | 3:15     |  |
| 11. | «Cloud Number Nine [Chicane Remix]»           | Adams, Martin, Peters | 3:45     |  |
| 12. | «Here I Am»                                   | Adams, Zimmer, Peters | 4:40     |  |
| 13. | «This Side Of Paradise»                       | Adams, Peters         | 3:50     |  |
| 14. | «Why Do You Have To Be So Hard To Love»       | Adams, Peters         | 2:58     |  |
| 15. | «Open Road»                                   | Adams, Kennedy        | 4:40     |  |
| 16. | «18 'Til I Die (En Vivo)»                     | Adams, Lange          | 3:28     |  |
| 17. | «When You're Gone [con Pamela Anderson]»      | Adams, Martin, Peters | 3:24     |  |
| 18. | «So Far So Good»                              | Adams, Vallance       | 3:47     |  |

### Versión internacional

#### Disco 1
| N.º | Título                                | Escritor(es)           | Duración |  |
| 1.  | «Remember»                            | Adams, Vallance        | 3:41     |  |
| 2.  | «Lonely Nights»                       | Adams, Vallance        | 4:46     |  |
| 3.  | «Straight From The Heart»             | Adams, Kagna           | 3:30     |  |
| 4.  | «Cuts Like a Knife»                   | Adams, Vallance        | 5:16     |  |
| 5.  | «This Time»                           | Adams, Vallance        | 3:18     |  |
| 6.  | «Run to You»                          | Adams, Vallance        | 3:54     |  |
| 7.  | «Somebody»                            | Adams, Vallance        | 4:44     |  |
| 8.  | «Heaven»                              | Adams, Vallance        | 4:03     |  |
| 9.  | «Summer of '69»                       | Adams, Vallance        | 3:35     |  |
| 10. | «One Night Love Affair»               | Adams, Vallance        | 4:42     |  |
| 11. | «It's Only Love [con Tina Turner]»    | Adams, Vallance        | 3:15     |  |
| 12. | «Heat Of The Night»                   | Adams, Vallance        | 5:07     |  |
| 13. | «Hearts On Fire»                      | Adams, Vallance        | 3:30     |  |
| 14. | «(Everything I Do) I Do It for You»   | Adams, Lange, Vallance | 6:34     |  |
| 15. | «Can't Stop This Thing We Started»    | Adams                  | 4:29     |  |
| 16. | «There Will Never Be Another Tonight» | Adams, Lange, Vallance | 4:40     |  |
| 17. | «Thought I'd Died and Gone to Heaven» | Adams, Vallance        | 5:58     |  |
| 18. | «All I Want Is You»                   | Adams                  | 5:20     |  |

#### Disco 2
| N.º | Título                                        | Escritor(es)           | Duración |  |
| 1.  | «Please Forgive Me»                           | Adams, Lange           | 5:03     |  |
| 2.  | «All for Love [con Rod Stewart y Sting]»      | Adams, Lange, Kamen    | 4:46     |  |
| 3.  | «Have You Ever Really Loved a Woman»          | Adams, Kamen, Lange    | 4:06     |  |
| 4.  | «Rock Steady (En Vivo con Bonnie Raitt)»      | Adams, Peters          | 4:05     |  |
| 5.  | «The Only Thing That Looks Good on Me Is You» | Adams, Lange           | 3:37     |  |
| 6.  | «Let's Make A Night to Remember»              | Adams, Lange           | 6:19     |  |
| 7.  | «Star»                                        | Adams, Lange           | 3:42     |  |
| 8.  | «Back To You (En Vivo)»                       | Adams, Lange           | 3:35     |  |
| 9.  | «I'm Ready (En Vivo)»                         | Adams, Vallance        | 4:42     |  |
| 10. | «On A Day Like Today»                         | Adams, Lange           | 3:15     |  |
| 11. | «When You're Gone [con Mel C]»                | Adams, Martin, Peters  | 3:24     |  |
| 12. | «Cloud Number Nine»                           | Adams, Martin, Peters  | 3:45     |  |
| 13. | «The Best Of Me»                              | Adams, Vallance        | 3:33     |  |
| 14. | «Don't Give Up [Chicane Remix]»               | Adams, Lange, Vallance | 3:42     |  |
| 15. | «Here I Am»                                   | Adams, Zimmer, Peters  | 4:40     |  |
| 16. | «Open Road»                                   | Adams, Kennedy         | 4:40     |  |
| 17. | «18 'Til I Die (En Vivo)»                     | Adams, Lange           | 3:28     |  |
| 18. | «So Far So Good»                              | Adams, Vallance        | 3:47     |  |
| 19. | «I'm Not the Man You Think I Am»              | Adams, Lange           | 5:20     |  |

## Personal
- Bryan Adams - Guitarra rítmica, voz, Coproductor
- Keith Scott - Guitarra
- Tommy Mandel - Órgano Hammond
- Dave Taylor - Bajo
- Mickey Curry - Batería
- Brian Stanley - Bajo
- Phil Nicholas - Teclados y Programador
- Robbie King   - Órgano Hammond
- Bill Payne - Piano y Órgano Hammond
- Larry Klein - Bajo
- Ed Shearmur - Teclados
- The Tuck Back Twins - Coros
- Kirk McNally - Ingeniero
- Andrew Catlin - Fotografía